# Planschwitz
Planschwitz ist ein Ortsteil der Großen Kreisstadt Oelsnitz/Vogtl. im sächsischen Vogtlandkreis. Der Ort wurde mit seinen Ortsteilen Magwitz und Göswein am 1. März 1994 eingemeindet.

## Geografie

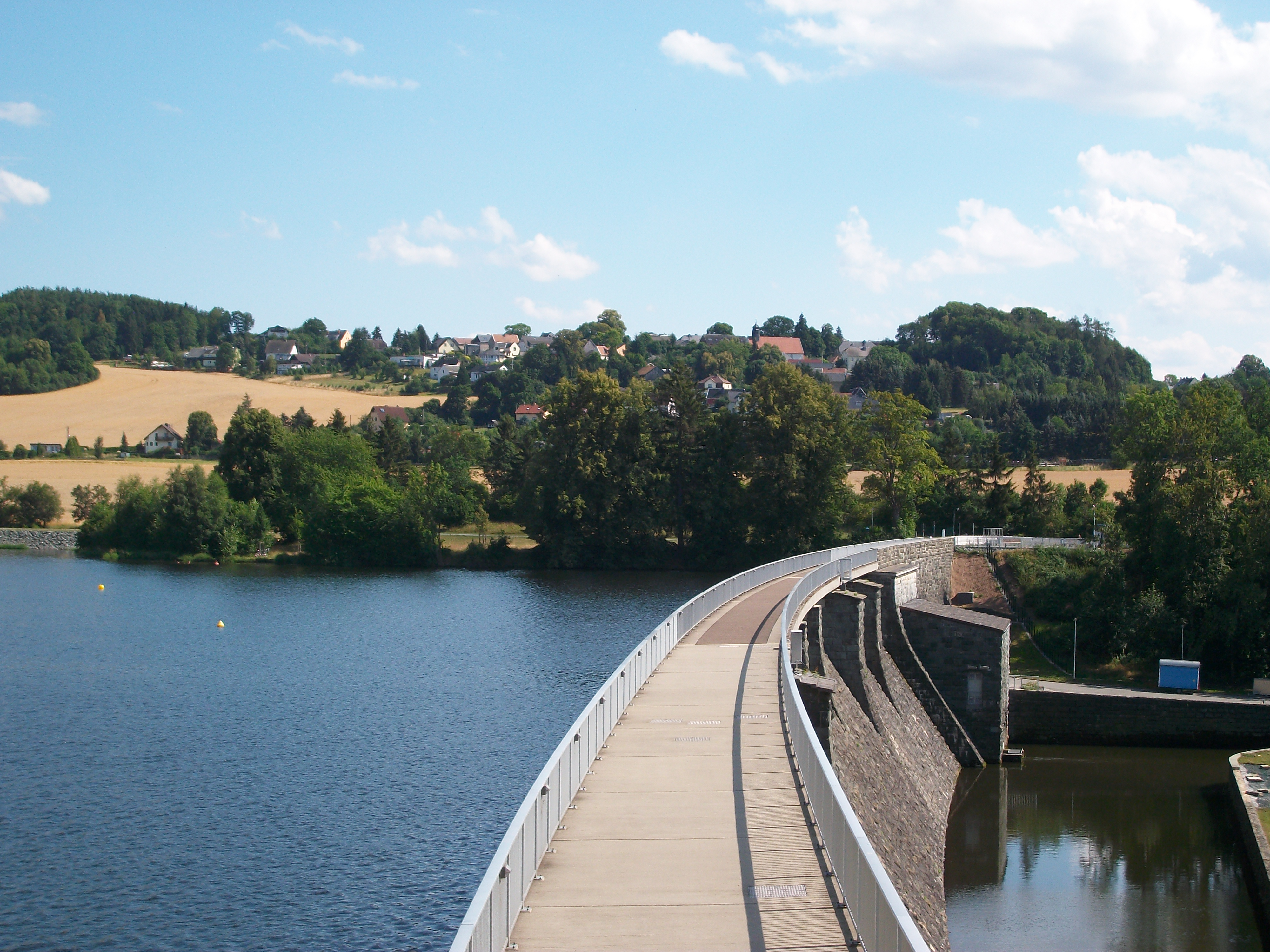
Talsperre Pirk, Staumauer und Blick auf Planschwitz

### Lage und Verkehr
Planschwitz liegt im Westen des Oelsnitzer Stadtgebiets am Südufer der durch die Weiße Elster aufgestauten Talsperre Pirk. Direkt nördlich befinden sich die Ruine Stein und die Staumauer der Talsperre Pirk. Planschwitz liegt im Westen des Vogtlandkreises und im sächsischen Teil des historischen Vogtlands. Geografisch liegt Planschwitz im Zentrum des Naturraums Vogtland (Übergang vom Mittelvogtländischen Kuppenland zum Oberen Vogtland).
Nordwestlich von Planschwitz treffen die Bundesautobahn 72 und die Bundesstraße 173 in der Anschlussstelle Pirk aufeinander. Zwischen Planschwitz und der Talsperre Pirk verläuft die Bahnstrecke Plauen–Cheb durch die Ortsflur.
Der Ort ist mit der vertakteten RufBus-Linie 53 des Verkehrsverbunds Vogtland an Oelsnitz, Pirk und Gutenfürst angebunden. In Oelsnitz besteht unter anderem Anschluss nach Schöneck und Adorf.

### Nachbarorte
|                     | Taltitz mit Dobeneck                        |                 |
| Magwitz mit Göswein | Kompassrose, die auf Nachbargemeinden zeigt | Oelsnitz/Vogtl. |
|                     | Schönbrunn                                  |                 |

## Geschichte
Planschwitz wurde erstmals im Jahr 1297 mit der Nennung des „Ulricus Saccus de Plonswicz miles“ erwähnt. Die adelige Familie von Sack von Planschwitz hatte im Ort ihren Stammsitz, zunächst auf der 1297 erstmals erwähnten und heute verschwundenen Burg Planschwitz in der Ortsmitte. Sie gehörte wie die nahegelegene Burg Stein, deren Ruine am Ufer der Talsperre Pirk liegt, zu den landesherrlichen Burganlagen der Herrschaft Plauen. Während die Burg Planschwitz schon frühzeitig verschwand und ihre Aufgabe als Herrensitz auf das erstmals 1606 als solches bezeichnete Rittergut Planschwitz überging, existierte die 1327 als „munitio lapis“ erwähnte Burg Stein bis ins 18. Jahrhundert als Grenzbefestigung und später als Vorwerk.
Der Ort Planschwitz gehörte bezüglich der Grundherrschaft anteilig zu den Rittergütern Planschwitz und Stein. Die Kirche von Planschwitz wurde bereits im Jahr 1343 erwähnt. Planschwitz gehörte bis 1856 zum kursächsischen bzw. königlich-sächsischen Amt Voigtsberg. 1856 wurde der Ort dem Gerichtsamt Oelsnitz und 1875 der Amtshauptmannschaft Oelsnitz angegliedert. Zwischen 1935 und 1938 entstand nördlich des Orts die Talsperre Pirk, wodurch die Burgruine Stein seitdem in deren Uferbereich liegt. Im Zuge der Bodenreform in der Sowjetischen Besatzungszone wurden die letzten Besitzer des Ritterguts Planschwitz enteignet. 1948 übernahm die Gemeinde Planschwitz das Herrenhaus und nutzte es bis 1970 als Schule, danach als Wohnhaus. Die erhaltenen Gebäude befinden sich in einem guten Zustand und gehören verschiedenen Besitzern.
Durch die zweite Kreisreform in der DDR kam die Gemeinde Planschwitz im Jahr 1952 zum Kreis Oelsnitz im Bezirk Chemnitz (1953 in Bezirk Karl-Marx-Stadt umbenannt). Am 1. Januar 1973 wurde der Nachbarort Magwitz mit Göswein nach Planschwitz eingemeindet. Seit 1990 gehörte Planschwitz zum sächsischen Landkreis Oelsnitz, der 1996 im Vogtlandkreis aufging. Mit der Eingemeindung von Planschwitz nach Oelsnitz wurde der Ort am 1. Januar 1994 ein Ortsteil der Stadt Oelsnitz/Vogtl.

## Entwicklung der Einwohnerzahl
| Jahr | Einwohnerzahl                         |
| ---- | ------------------------------------- |
| 1542 | 16 besessene Mann, 15 Inwohner        |
| 1764 | 15 besessene Mann, 2 Gärtner, 3 Hufen |
| 1834 | 258                                   |
| 1871 | 254                                   |

| Jahr | Einwohnerzahl |
| ---- | ------------- |
| 1890 | 241           |
| 1910 | 240           |
| 1925 | 263           |
| 1939 | 274           |

| Jahr   | Einwohnerzahl |
| ------ | ------------- |
| 1946   | 377           |
| 1950   | 368           |
| 1964   | 291           |
| 1990 1 | 370           |

## Persönlichkeiten
- Paul Lange (1853–1932), Architekt